# Orljevo (Petrovac na Mlavi)
Pour les articles homonymes, voir Orljevo.
Orljevo (en serbe cyrillique : Орљево) est un village de Serbie situé dans la municipalité de Petrovac na Mlavi, district de Braničevo. Au recensement de 2011, il comptait 207 habitants.

## Démographie

### Évolution historique de la population
| 1948 | 1953 | 1961 | 1971 | 1981 | 1991 | 2002 | 2011 |
| ---- | ---- | ---- | ---- | ---- | ---- | ---- | ---- |
| 675  | 686  | 648  | 621  | 561  | 546  | 260  | 207  |

|  |